# منتخب منغوليا تحت 23 سنة لكرة القدم
منتخب منغوليا تحت 23 سنة لكرة القدم  هو ممثل منغوليا الرسمي في المنافسات الدولية في كرة القدم 
، يديريه اتحاد منغوليا لكرة القدم.